# Dave Weckl
Dave Weckl é um baterista americano de Jazz e Fusion. Nasceu em 8 de Janeiro de 1960.
Weckl estudou jazz na Universidade de Bridgeport em Connecticut. O seu trabalho mais conhecido é Chick Corea's Elektrik Band de 1985 até 1990.
Começando na cena fusion de Nova Iorque no começo de da década de 1980, logo começou a trabalhar com artistas como Paul Simon, Madonna, George Benson, Michel Camilo e Anthony Jackson. Desde 1990, ele lançou sete álbuns solo, três deles com seu próprio nome, e os outros quatro com sua banda Dave Weckl Band. Dave também produziu uma série popular de DVDs instrucionais para bateristas.

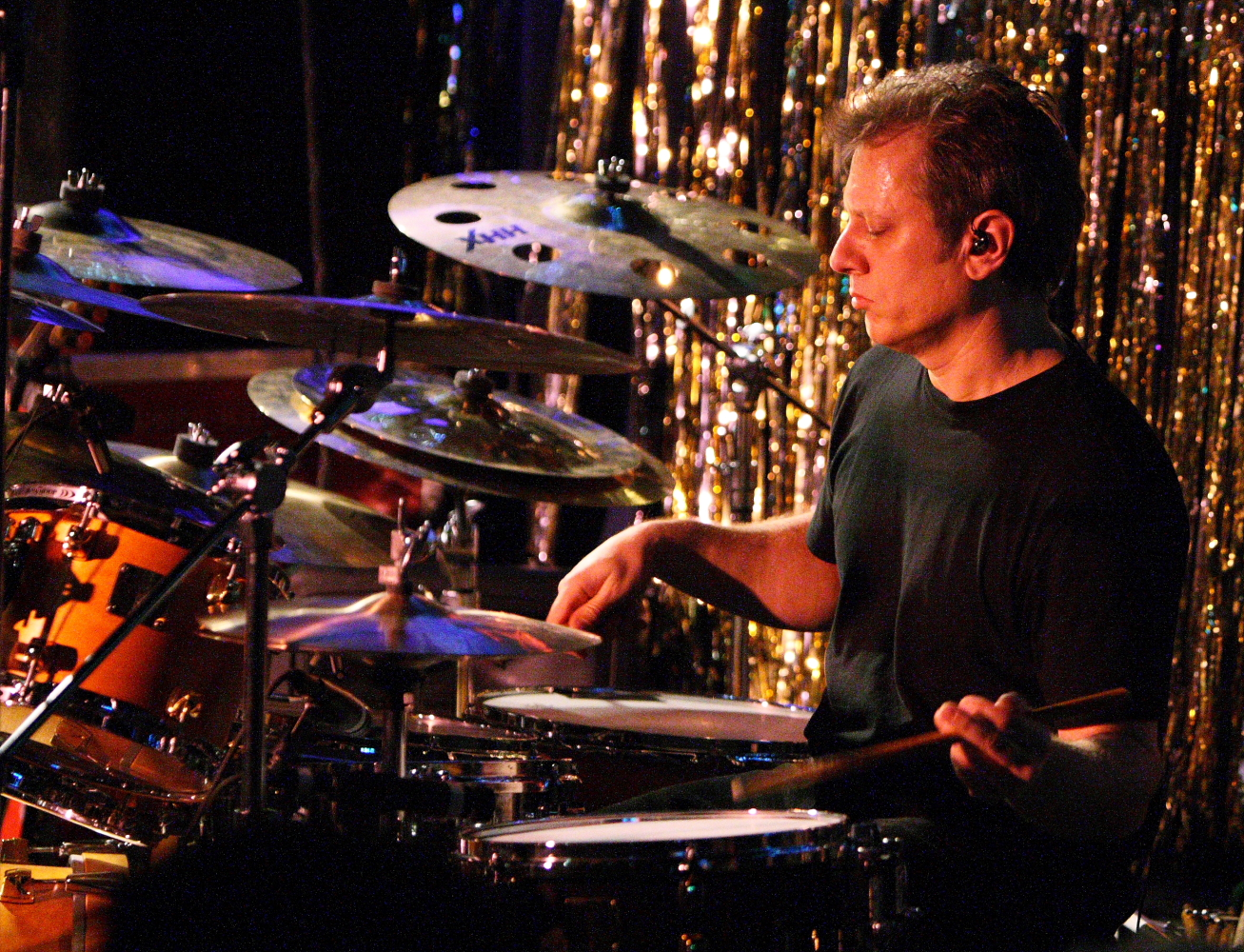
Dave Weck se apresentando em um show em New York

## Discografia
| Álbum      | Ano    |
| ---------- | ------ |
| Masterplan | (1990) |
| Heads Up   | (1992) |
| Hard Wired | (1994) |

(defasado!)

## Videografia
| Nome                          | Ano    | Produção                  |
| ----------------------------- | ------ | ------------------------- |
| Back to Basic                 | (1989) | (DCI music)               |
| The Next Step                 | (1990) | (DCI music)               |
| Working It Out                | (1993) | (DCI music)               |
| How to develop your own sound | (2000) | (Carl Fischer publishing) |
| How to practice               | (2000) | (Carl Fischer publishing) |
| How to develop technique      | (2000) | (Carl Fischer publishing) |

## Livros
- Back to Basic
- 1992 The Next Step (Manhattan Music)
- 1994 Contemporary Drummer + One (Manhattan Music)
- 1997 Ultimate Play-Along for Drums level I vol. I (Alfred Publishing Company)
- 1997 Ultimate Play-Along for Drums level I vol. II (Alfred Publishing Company)
- 2001 In Session with the Dave Weckl Band (Carl Fischer Music)
- 2004 Exercises for natural playing (Carl Fischer Music)